# Espurio Postumio Albino (cónsul 110 a. C.)
Espurio Postumio Albino  fue un político y militar de la República romana, hijo del cónsul del año 148 a. C. Espurio Postumio Albino Magno.

## Carrera pública
Fue elegido cónsul en el año 110 a. C., junto a Marco Minucio Rufo y como procónsul recibió la administración provincial romana de África, con el objetivo de combatir al rey Yugurta de Numidia.
Aunque hizo muchos preparativos, al llegar a la provincia no tomó ninguna medida concreta, y se dejó engañar por una promesa de rendición del rey númida. Se supone que esta inactividad había estado pagada por Jugurta. Albino dejó el gobierno de su provincia en manos de su hermano, Aulo Postumio Albino, que fue derrotado por Yugurta en la batalla de Suthul. Cuando Albino regresó a su provincia se encontró con un estado de total anarquía y un ejército romano completamente desoganizado, desmoralizado y diezmado. Poco pudo hacer Albino más que entregar su puesto al cónsul del año siguiente, Quinto Cecilio Metelo el Numídico (109 a. C.).
A su regreso a Roma, Albino fue juzgado por traición por la lex Mamilia, se le halló culpable y fue condenado en virtud de esta ley.